# Sonate pour piano no 2 de Tippett
Pour un article plus général, voir Sonate pour piano.
Pour les articles homonymes, voir Sonate pour piano (homonymie).
La Sonate pour piano no 2 est la seconde des quatre sonates pour piano de Michael Tippett. Composée en 1962, elle est par sa structure  et son écriture la plus expérimentale des quatre sonates.
Elle a été écrite 25 ans après sa première sonate et onze ans avant sa troisième sonate. Elle a été dédicacée et créée par la pianiste Margaret Kitchin.

## Analyse de l'œuvre
Le compositeur illustre dans cette sonate son concept de forme mosaïque, une juxtaposition cumulative de brèves séquences non développées. La forme globale est constituée de trente huit séquences (la plus courte dure une mesure, la plus longue soixante sept) regroupées en huit grandes sections, chaque section incarnant une musique différente ayant chacune son tempo propre.
Certains thèmes sont issus de son opéra King Priam.
La sonate ne comporte qu'un seul mouvement d'une douzaine de minutes. 